# Клеопатра Стратан
Клеопатра Стратан (нар. 6 жовтня 2002, Кишинів, Молдова) — дочка молдовського співака Павла Стратана, наймолодша виконавиця пісень, що добилась комерційного успіху із своїм альбомом 2006 року La vârsta de trei ani («At the age of 3»).
Альбом вийшов подвійним платиновим диском в 2006 році тиражем 150 000 копій в Румунії. Були зняті два кліпи на пісні «Ghiţă» та «Număr pân' la unu».
10 травня 2007 року Клеопатра Стратан і Павел Стратан здобули премію від MTV — «Premiile MTV Sibiu 2007».

## Біографія
Коли Павло Стратан, батько Клеопатри, знаходився в студії звукозапису разом із трирічною Клеопатрою, записував пісню «Mama», дівчинка раптом сказала «Я знаю цю пісню! Можна мені її заспівати?», дівчинці дали мікрофон, і вона почала підспівувати батьку. В результаті була записана пісня, в котрій Клеопатра виконала провідну партію. Крім того, було запропоновано, щоб Клеопатра, котра була молодша навіть за Ширлі Темпл (що дебютувала в кіно у віці 6 років), потрапила в Книгу рекордів Гіннесса як наймолодша виконавиця, що виступала на сцені і записала власний альбом у віці 3 років.
Деякі пісні Клеопатри перекладені англійською та іспанською мовами. Клеопатра також стала популярною в Японії.
Після того, як в 2006 році вийшов дебютний альбом співачки La vârsta de trei ani, її батько заявив, що до випуску наступного диску Клеопатра не буде виступати на публіці.
У 2008 році вийшов другий альбом Клеопатри La Varsta De 5 Ani. Хітом цього альбому стала пісня «Zunea-Zunea».
13 грудня 2008 року народився брат Клеопатри, Цезарь. 20 грудня співачка виступила з концертом перед тим, як летіти в Кишинів для зустрічі із молодшим братом. 

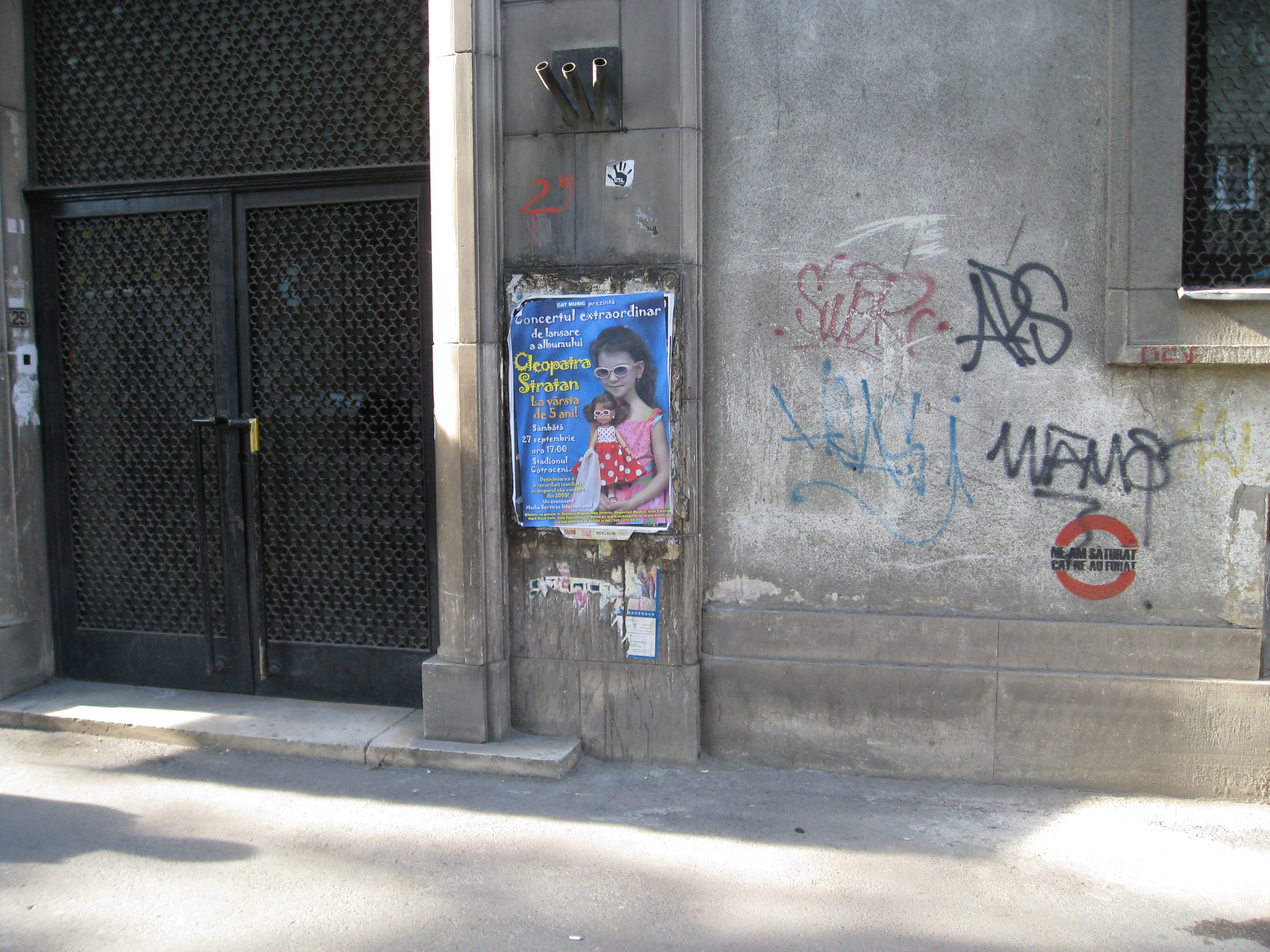
Концертний постер Клепатри Стратан, Бухарест, вересень 2008.

## Альбоми

### La vârsta de 3 ani (2006)
| Назва             | Довжина |
| Ghiţă             | 3' 17'' |
| Cuţu              | 3' 07'' |
| Te-am întâlnit    | 2' 38'' |
| Şansa             | 2' 22'' |
| Noapte bună!      | 3' 54'' |
| Număr pân' la unu | 2' 45'' |
| Mama              | 3' 58'' |
| Surprize          | 3' 28'' |
| Zuzu-zuzu         | 2' 08'' |
| Oare cât?         | 2' 01'' |
| Pasărea pistruie  | 3' 44'' |

### La vârsta de 5 ani (2008)
| Назва                     | Довжина |
| Zunea-Zunea               | 2' 59'' |
| Elefantul şi furnica      | 3' 04'' |
| Lupul, iezii şi vizorul   | 4' 17'' |
| Vino, te aştept           | 3' 00'' |
| Căţeluş cu părul creţ     | 3' 28'' |
| Dăruieşte                 | 3' 45'' |
| Gâşte-gâşte               | 2' 43'' |
| Melc-melc                 | 2' 42'' |
| Refrenul dulcilor poveşti | 3' 00'' |
| Va veni o zi-ntr-o zi     | 3' 27'' |

### Crăciun Magic (2009)
| Назва                     | Довжина |
| Domn, Domn, sa-naltam     | 3' 10'' |
| Ingerii soptesc           | 3' 39'' |
| Steaua sus rasare         | 2' 44'' |
| A venit, a venit, iarna   | 3' 41'' |
| La Betleem colo-n jos     | 3' 03'' |
| Intr-un miez de noapte    | 3' 51'' |
| Leru-i Doamne             | 4' 20'' |
| Florile dalbe             | 3' 04'' |
| Astazi s-a nascut Hristos | 2' 43'' |
| Maria si Iosif colinda    | 3' 04'' |
| Seara de Craciun frumos   | 2' 24'' |
| Deschide usa, crestine    | 5' 34'' |

## Кліпи
- На дві пісні із першого альбому були зняті кліпи — це Numar Pan "la unu і найпопулярніший кліп Клеопатри — Ghita.
- Перед виходом другого альбому також зняли кліп на пісню Клеопатри — Noapte Buna.
- Після випуску другого альбому був знятий кліп Zunea-zunea, котрий також став популярним.
- Також був знятий кліп на пісню, котра не входить в жоден із збірників — Mos Craciun. В кліпі брали участь Клео та її батько.